# خط طول 138° شرق
خط طول 138° شرق هو أحد خطوط الطول الجغرافية، والتي تمتد من القطب الشمالي الجغرافي إلى القطب الجنوبي الجغرافي، وحسب التحويل الزمني يتقدم خط طول 138° شرق عن خط غرينتش بـ9 ساعات و12 دقيقة.

## من القطب إلى القطب
ينطلق خط طول 138° شرق من القطب الشمالي نحو القطب الجنوبي مرورا بالمناطق التي ترد في الجدول التالي:
| الإحداثيات                           | البلد أو الإقليم أو البحر | ملاحظات |
| ------------------------------------ | ------------------------- | --- |
| 90°0′N 138°0′E / 90.000°N 138.000°E  | المحيط المتجمد الشمالي    | |
| 76°0′N 138°0′E / 76.000°N 138.000°E  | روسيا                     | ياقوتيا — جزيرة كوتيلني, جزر سيبيريا الجديدة |
| 74°51′N 138°0′E / 74.850°N 138.000°E | بحر لابتيف                | |
| 71°33′N 138°0′E / 71.550°N 138.000°E | روسيا                     | ياقوتيا — Yarok Island و the mainland خاباروفسك كراي — من 59°49′N 138°0′E / 59.817°N 138.000°E |
| 56°23′N 138°0′E / 56.383°N 138.000°E | بحر أوخوتسك               | |
| 55°5′N 138°0′E / 55.083°N 138.000°E  | روسيا                     | خاباروفسك كراي — Bolshoy Shantar Island |
| 54°46′N 138°0′E / 54.767°N 138.000°E | بحر أوخوتسك               | |
| 53°37′N 138°0′E / 53.617°N 138.000°E | روسيا                     | خاباروفسك كراي بريمورسكي كراي — من 48°18′N 138°0′E / 48.300°N 138.000°E Khabarovsk Krai — من 47°41′N 138°0′E / 47.683°N 138.000°E Primorsky Krai — من 47°38′N 138°0′E / 47.633°N 138.000°E Khabarovsk Krai — من 47°36′N 138°0′E / 47.600°N 138.000°E Primorsky Krai — من 47°28′N 138°0′E / 47.467°N 138.000°E |
| 46°8′N 138°0′E / 46.133°N 138.000°E  | بحر اليابان               | مرورا بغرب Sado island, نييغاتا (محافظة), اليابان (في 37°49′N 138°12′E / 37.817°N 138.200°E) |
| 37°7′N 138°0′E / 37.117°N 138.000°E  | اليابان                   | جزيرة هونشو — نييغاتا (محافظة) — ناغانو (محافظة) — من 36°54′N 138°0′E / 36.900°N 138.000°E — شيزوؤكا (محافظة) — من 35°17′N 138°0′E / 35.283°N 138.000°E |
| 34°40′N 138°0′E / 34.667°N 138.000°E | المحيط الهادئ             | مرورا بغرب ياب island, ولايات ميكرونيسيا المتحدة (في 9°27′N 138°3′E / 9.450°N 138.050°E) |
| 1°33′S 138°0′E / 1.550°S 138.000°E   | إندونيسيا                 | جزيرة غينيا الجديدة |
| 5°29′S 138°0′E / 5.483°S 138.000°E   | بحر آرافورا               | |
| 7°43′S 138°0′E / 7.717°S 138.000°E   | إندونيسيا                 | جزيرة جزيرة يوس سودارسو |
| 8°24′S 138°0′E / 8.400°S 138.000°E   | بحر آرافورا               | |
| 12°1′S 138°0′E / 12.017°S 138.000°E  | خليج كاربنتاريا           | |
| 16°33′S 138°0′E / 16.550°S 138.000°E | أستراليا                  | إقليم شمالي (أستراليا) / كوينزلاند border (approximately) جنوب أستراليا — من 26°0′S 138°0′E / 26.000°S 138.000°E |
| 34°21′S 138°0′E / 34.350°S 138.000°E | خليج سانت فنسنت           | |
| 35°44′S 138°0′E / 35.733°S 138.000°E | أستراليا                  | جنوب أستراليا — جزيرة كانغارو |
| 35°54′S 138°0′E / 35.900°S 138.000°E | المحيط الهندي             | Australian authorities consider this to be part of the المحيط الجنوبي[1][2] |
| 60°0′S 138°0′E / 60.000°S 138.000°E  | المحيط الجنوبي            | |
| 66°29′S 138°0′E / 66.483°S 138.000°E | القارة القطبية الجنوبية   | أرض أديلي, المطالب الإقليمية بالقارة القطبية الجنوبية by فرنسا |